# Tea Palić
Tea Palić (ur. 29 kwietnia 1991 w Zagrzebiu) – chorwacka narciarka alpejska, olimpijka.

## Kariera
Po raz pierwszy na arenie międzynarodowej pojawiła się 2 grudnia 2006 roku w Kaunertal, gdzie w zawodach juniorskich zajęła 27. miejsce w gigancie. W 2009 roku wystąpiła na mistrzostwach świata juniorów w Garmisch-Partenkirchen, zajmując 30. miejsce w slalomie. Jeszcze dwukrotnie startowała na imprezach tego cyklu, zajmując między innymi osiemnaste miejsce w supergigancie podczas mistrzostw świata juniorów w Regionie Mont Blanc w 2010 roku.
W zawodach Pucharu Świata zadebiutowała 4 stycznia 2009 roku w Zagrzebiu, gdzie nie zakwalifikowała się do pierwszego przejazdu slalomu. Nigdy nie zdobyła punktów w zawodach tego cyklu.
Podczas igrzysk olimpijskich w Vancouver w 2010 roku zajęła 36. miejsce w gigancie. Zajęła też między innymi 55. miejsce w tej samej konkurencji na mistrzostwach świata w Garmisch-Partenkirchen w 2011 roku.

## Osiągnięcia

### Igrzyska olimpijskie
| Miejsce | Dzień     | Rok  | Miejscowość | Konkurencja | Czas biegu | Strata | Zwyciężczyni        |
| ------- | --------- | ---- | ----------- | ----------- | ---------- | ------ | ------------------- |
| DNS2    | 25 lutego | 2010 | Vancouver   | Gigant      | 2:27,11    | –      | Viktoria Rebensburg |

### Mistrzostwa świata
| Miejsce | Dzień     | Rok  | Miejscowość            | Konkurencja   | Czas biegu | Strata | Zwyciężczyni   |
| ------- | --------- | ---- | ---------------------- | ------------- | ---------- | ------ | -------------- |
| DNS1    | 13 lutego | 2007 | Åre                    | Gigant        | 2:33,36    | –      | Nicole Hosp    |
| 55.     | 17 lutego | 2011 | Garmisch-Partenkirchen | Gigant        | 2:21,43    | –      | Tina Maze      |
| DNF1    | 19 lutego | 2011 | Garmisch-Partenkirchen | Slalom        | 1:47,65    | –      | Marlies Schild |
| DNF1    | 14 lutego | 2013 | Schladming             | Slalom gigant | 2:11,39    | –      | Tessa Worley   |

### Mistrzostwa świata juniorów
| Miejsce | Dzień       | Rok  | Miejscowość       | Konkurencja | Czas biegu | Strata | Zwyciężczyni        |
| ------- | ----------- | ---- | ----------------- | ----------- | ---------- | ------ | ------------------- |
| 30.     | 1 marca     | 2009 | Ga-Pa             | Slalom      | 1:42,07    | +9,09  | Denise Feierabend   |
| DNF1    | 2 marca     | 2009 | Ga-Pa             | Gigant      | 2:45,81    | –      | Viktoria Rebensburg |
| 18.     | 31 stycznia | 2010 | Region Mont Blanc | Supergigant | 1:32,21    | +1,50  | Marine Gauthier     |
| 27.     | 1 lutego    | 2010 | Region Mont Blanc | Slalom      | 1:34,47    | +6,07  | Christina Geiger    |
| 24.     | 5 lutego    | 2010 | Region Mont Blanc | Gigant      | 1:38,34    | +2,21  | Mona Løseth         |
| 24.     | 2 lutego    | 2011 | Crans-Montana     | Gigant      | 2:28,27    | +6,54  | Sara Hector         |
| DNF2    | 3 lutego    | 2011 | Crans-Montana     | Slalom      | 1:40,32    | –      | Jessica Depauli     |